# Ambatomanga
Ambatomanga é uma comuna de Madagascar, pertencente ao distrito de Manjakandriana, na região de Analamanga. Sua população, segundo o censo de 2001, era de 5 866 habitantes.